# Чащина Лідія Олександрівна
Лідія Олександрівна Чащина (до шлюбу: Александрова; нар. 13 січня 1942, с. Ахмат, Саратовська область, РРФСР, СРСР) — радянська та українська акторка. Членкиня Національної спілки кінематографістів України. Заслужена артистка України (2008).

## Життєпис
Народилася 1942 р. в с. Ахмат Саратовської обл. в родині службовця. Пізніше сім'я переїхала в місто Кашира Московської області.
Має брата Сергія Солодова,який як і вона подався в акторську сферу.
Закінчила акторський факультет Всесоюзного державного інституту кінематографії (1965). 
Працювала на «Ленфільмі». 
З 1967 року — акторка Київської школи-студії ім. О. П. Довженка.
У 2006 — 2009 роки була акторкою Київського театру «Браво».
Була одружена у 1964–1967 з Василем Шукшиним, кінематографістом Владиславом Чащиним (народила сина Дениса), третій чоловік був геологом.

## Громадянська позиція
Учасниця телемосту з Росією «Треба поговорити», у липні 2019 року, який влаштував телеканал NewsOne, і який транслювався на каналі «Росія-1». Лідія Чащина заради участі у телемості «Треба поговорити» приїхала з Києва в Москву, у студію каналу «Росія-1».

## Фільмографія
Зіграла більше сорока ролей (переважно, другого плану), знялась у стрічках:
- 2019 — «Серце матері» — епізодична роль
- 2017 — «Дівчина з персиками» — Марія Львівна, немає у титрах
- 2016 — «Нитки долі» — епізодична роль
- 2016 — «Співачка» — Ганна Іллівна, сестра Тимофія Левицького
- 2014 — «Брат за брата-3» — Анна Хвостова, самотня пенсіонерка
- 2014 — «Василь Шукшин. Самородок» — (документальний проект)
- 2013 — «Люби мене» — епізодична роль
- 2011 — «Повернення Мухтара-7» — Ніна Леонтьєва, пенсіонерка
- 2010 — «Повернення Мухтара-6» — Ганна Петрівна
- 2009 — «Повернення Мухтара-5» — Ганна Семенівна
- 2009 — «Дві сторони однієї Анни» — епізодична роль
- 2007 — «Садівник» — Любов Борисівна
- 2002 — «Золота лихоманка» — епізодична роль
- 1993 — «Пастка» — Ванда
- 1993 — «Кайдашева сім'я» — Палажка
- 1992 — «У тій царіні небес ...» — епізодична роль
- 1992 — «Мелодрама із замахом на вбивство» — епізодична роль
- 1991 — «Вірний Руслан (Історія вартового собаки)» — буфетчиця
- 1990 — «Івін А.» — епізодична роль
- 1989 — «Театральний сезон» — епізодична роль
- 1988 — «Передай далі...» — епізодична роль
- 1988 — «Поруч з вами» — епізодична роль
- 1986 — «Прем'єра у Сосновці» — епізодична роль
- 1985 — «Напередодні» — епізодична роль
- 1985 — «За покликом серця» — член комісії
- 1984 — «Прелюдія долі» — член худради театру
- 1984 — «На мить озирнутися...» — епізодична роль
- 1984 — «За ніччю день іде» — продавчиня пиріжків
- 1981 — «Жінки жартують серйозно» — Гера
- 1980 — «Довгі дні, короткі тижні...» — епізодична роль
- 1980 — «Мільйони Ферфакса» — Ельза Джексон
- 1980 — «Дударики» — акомпаніатор Леонтовича
- 1979 — «Поїздка через місто» — Світлана (кіноальманах)
- 1979 — «Дощ у чужому місті» — епізодична роль
- 1978 — «Спокута чужих гріхів» — Марія
- 1978 — «Тільки краплю душі...»  — епізодична роль
- 1978 — «Дипломати мимоволі» — Олена, акторка, дружина Остапа
- 1978 — «Незручна людина» — дружина слюсаря Іваницького
- 1977 — «Дипломати мимоволі» — Олена
- 1977 — «На короткій хвилі» — Галя
- 1976 — «Час — московський» — епізодична роль
- 1975 — «Дивитися в очі» — Галя
- 1975 — «Червоний півень плімутрок» — продавчиня
- 1975 — «Небо—земля—небо» — епізодична роль
- 1974 — «Юркові світанки» — когоспниця
- 1973 — «Щовечора після роботи» — вчителька
- 1972 — «Невідомий, якого знали всі» — Кислова
- 1969 — «Розповіді про Дімку» — мати
- 1969 — «Ніч перед світанком»— Дезі
- 1969 — «Варчина земля» — Вірка
- 1967 — «Першоросіяни» — епізодична роль
- 1965 — «Перший відвідувач» — епізодична роль
- 1964 — «Живе такий хлопець» — Настя, бібліотекарка

### Озвучення
- «Лісова пісня»  (1976, мультфільм)[3]